# Lena Schilling
Lena Schilling (ur. 8 stycznia 2001 w Wiedniu) – austriacka działaczka społeczna, aktywistka klimatyczna i polityczka, deputowana do Parlamentu Europejskiego X kadencji.

## Życiorys
Kształciła się w szkole artystycznej, pracowała jako nauczycielka tańca. Podjęła studia z nauk politycznych na Uniwersytecie Wiedeńskim. W 2023 została felietonistką w gazecie „Kronen Zeitung”. Jako nastolatka zaangażowała się w działalność na rzecz klimatu, związała się z młodzieżowym ruchem Fridays for Future. W 2020 w Wiedniu wraz z aktywistami klimatycznymi i działaczami studenckimi współtworzyła radę młodzieżową. Stała się liderką inicjatywy „Lobau bleibt”, w ramach której protestowano przeciwko budowie tunelu w rejonie równiny zalewowej Lobau. Zyskała też rozgłos, gdy w 2023 w dniu Opernball w Wiedniu stała na czerwonym dywanie przed budynkiem Opery Wiedeńskiej, trzymając transparent z hasłem „wy tańczycie, my płoniemy”.
W 2024 otrzymała pierwsze miejsce na liście Zielonych – Zielonej Alternatywy w wyborach europejskich w tym samym roku. W trakcie kampanii wyborczej w mediach ujawniono kilka związanych z jej osobą kontrowersji; podano m.in., że zawarła ugodę sądową, w które zadeklarowała powstrzymanie się od dalszego rozpowszechniania plotek dotyczących życia rodzinnego jej przyjaciółki. Ostatecznie w wyniku głosowania z czerwca 2024 uzyskała mandat deputowanej do PE X kadencji.